# 王永前
王永前（1966年10月—），男性，汉族，中共党员，河南省长垣市人。中华人民共和国政治人物。

## 生平
1984年，王永前考入中南工业大学，在学校采矿工程系就读，毕业后进入甘肃省国有企业金川集团任职，历任该公司矿山部副主任、第二矿区矿长、公司副总经理等职务，期间还曾外派至巴基斯坦任职。2004年，王氏调任至甘肃省会兰州市，出任甘肃省人民政府国有资产监督管理委员会副主任。2005年，转任共青团甘肃省委员会书记，并于同年获团中央增补为第十五届中国共青团中央委员。2010年，转任甘肃省人民政府外事办公室主任。
2011年，王永前回到金川集团，历任该公司总经理、党委副书记、董事，党委书记、董事长等职，并于2016年、2021年两度当选为企业所在地金昌市的党委常委。2023年7月，王永前获甘肃省人民代表大会任命为人大财政经济委员会副主任委员，同年8月，不再兼任金川公司党委书记、董事长。